# Phyllophaga onoreana
Phyllophaga onoreana är en skalbaggsart som beskrevs av Moron 2003. Phyllophaga onoreana ingår i släktet Phyllophaga och familjen Melolonthidae. Inga underarter finns listade i Catalogue of Life.